# 성낙인 (정치인)
성낙인(成樂仁, 1958년 6월 14일, 경상남도 창녕군 창녕읍)은 대한민국의 정치인이다. 제11·12대 경상남도의원을 지냈으며 제55대 창녕군수이다.

## 학력
- 명덕국민학교 졸업
- 창녕중학교 졸업
- 창녕농업고등학교 졸업
- 한국방송통신대학교 행정학과 졸업
- 경남대학교 행정대학원 행정학과 행정학 석사 졸업

## 경력
- 2012.07 ~ 2014.12 제21대 경상남도 창녕군 대합면 면장
- 2017.01 ~ 2017.12 제21대 경상남도 창녕군 창녕읍 읍장
- 창녕군 테니스협회장
- 신창여자중학교 학교운영위원장
- 사단법인 행복드림후원회 운영이사
- 창녕공업고등학교 교원평가위원장
- 창녕읍 지역보장협의체 위원
- 사단법인 비사벌문화제 제전위원회 자문위원
- 민주평화통일자문회의 위원
- 2018.07 ~ 2022.06 제11대 경상남도의회 의원
- 2018.07 ~ 2020.07 제11대 경상남도의회 전반기 의회운영위원회 위원
- 2018.07 ~ 2020.07 제11대 경상남도의회 전반기 예산결산위원회 위원
- 2018.07 ~ 2020.07 제11대 경상남도의회 전반기 기획행정위원회 부위원장
- 2020.03 제11대 경상남도의회 교육청소관예산결산특별위원회 위원장
- 2020.07 ~ 2022.03 제11대 경상남도의회 후반기 건설소방위원회 위원
- 2021.05 ~ 2021.06 제11대 경상남도의회 경상남도동북아물류플랫폼구축을위한특별위원회 위원
- 2021.05 ~ 2021.05 제11대 경상남도의회 남강댐치수능력증대(안전성강화)사업에따른대응추진특별위원회 위원
- 2022.03 ~ 2022.06 제11대 경상남도의회 후반기 건설소방위원회 위원장
- 2022.07 ~ 2023.02 제12대 경상남도의회 의원
- 2022.07 ~ 2023.02 제12대 경상남도의회 전반기 건설소방위원회 위원
- 2022.07 ~ 2022.07 제12대 경상남도의회 일자리대책특별위원회 위원
- 2023.04 ~ 제55대 민선 8기 경상남도 창녕군수
- 2023.04 ~ 창녕 WFC 구단주
- 2023.04 국민의힘 복당

## 수상
- 2012 대통령 표창
- 2020 전국시도의회의장협의회 우수의정대상
- 2020 자랑스런 도의원상

## 전과
- 도로교통법위반: 벌금 2,500,000원 - 1995년 9월 27일 선고

## 역대 선거 결과
|  | 56.07% |

|  | 0% |

|  | 24.21% |

## 참고 자료
- 성낙인 - 페이스북

| 전임 김부영 (권한대행)조현홍 | 제55대 경상남도 창녕군수 2023년 4월 6일~ | 후임 (현직) |